# 朝阳集战役
朝阳集战役发生于1946年7月，是第二次国共内战初期，中共领导的山东野战军主力和华中野战军一部与国民政府领导的国民革命军在徐州东南的灵璧县朝阳集地区发生的一场战役。

## 背景
国共停战协定订立不久，双方武装冲突再度爆发。国民政府在徐州集结重兵，于1946年4月成立由薛岳任主任的徐州绥靖公署，调派部队沿津浦铁路、陇海铁路向中共华东解放区进攻，其中淮北地区是国军主攻方向之一。

## 过程
1946年7月13日，国军自徐州、夹沟、宿县、固镇等地出发，兵分多路向中共华东解放区发起进攻，试图在苏中北上之国军的配合下占领淮阴。7月18日，薛岳率5个整编师10个旅分3路攻入淮北中心区。与此同时，国军增调第五军、整编第11师、整编第82旅、整编第58旅和交警二、七、九总队加上江苏省保安旅、各县保安团和张岚峰的整编第四总队等，共约17万兵力，从徐州、蚌埠、宿县、商丘等地沿陇海铁路和宿永公路，大举进攻。
山东野战军司令员陈毅根据国军动向，做出了：“以主力隐蔽进入淮北地区，相机歼灭国军中的一至二路，尔后进击津浦路徐蚌线”的策略。7月26日，陈毅集中山野二纵、第七师、第八师及华中野战军第九纵队共13个团的兵力，在侦察国军的行动路线后，于7月27日凌晨，对进入灵璧北部渔沟、朝阳集之国军发起攻击。第二纵队第四、九旅及第七师第二十旅分别攻取朝阳集外围阵地，迫使国军退入朝阳集内，而后切断国军朝阳集与双沟的联系，然后以一部兵力阻击双沟之敌南援的国军。以第九纵队又以4个团的兵力攻击国军渔沟的军队，使其无法北援。至7月29日，国军整编第92旅被全歼，朝阳集战役结束。

## 结果
朝阳集战役历时三天，解放军相继歼灭国军整编第92旅全部和整编第60旅一部，共5000余人，旅长艾叆被俘后自称文书被释放，副旅长冼盛楷少将、参谋长刘立身少将被俘，并缴获大批武器弹药。
整编第69师师长梁汉明因“指挥无方，坐视92旅苦战被歼”为由，被免除职务，戴之奇接任师长。